# BDK-Jugend
Die Bund Deutscher Karneval-Jugend (BDK-Jugend) ist der Dachverband von 35 karnevalistischen Jugend- und Landesverbänden im Bund Deutscher Karneval e. V. mit rund 700.000 Mitgliedern. Sie vertritt die Interessen von Kindern, Jugendlichen und jungen Erwachsenen in Politik, Kultur und Gesellschaft.
Die Bund Deutscher Karneval-Jugend ist ein gemeinnütziger, überparteilicher und überkonfessioneller Dachverband, der im Bereich der kulturellen und politischen Jugendarbeit tätig ist. Die Gründung fand am 20. Juni 2009 in Köln statt.

## Struktur
Die BDK-Jugend ist ein eigenständiger Jugendverband, der deutschlandweit tätig ist. Er gliedert sich in Landes- und Stadtverbände, die den Landes- und Stadtverbänden des Bundes Deutscher Karneval entsprechen. Er übernimmt für den Bund Deutscher Karneval die aktive Jugendarbeit. Um das gewährleisten zu können, ist die Vorsitzende per Satzung des BDK und Jugendordnung der BDK-Jugend gleichzeitig im Präsidium des BDK vertreten.

## Aufgaben
- Förderung und Bewahrung der Jugendarbeit innerhalb der Fastnacht-, Fasching- und Karnevalsvereine
- Aus- und Weiterbildung der Jugendbeauftragten
- Vertretung der Interessen der Kinder- und Jugendlichen gegenüber Vereinsvorständen, Politik und anderen Institutionen
- Förderung von Gemeinschaft und Völkerverständigung zwischen den Vereinen und über Landesgrenzen hinaus[3]

## Aktionen

### Närrische Blutspende
Deutschlands Karnevalsjugend wird in dieser Aktionganzjährig aufgerufen, ganzjährig zu den Spendeterminen Blut zu spenden, oder sich für eine Knochenmarkstransplantation testen zu lassen.

### Wir mischen uns ein
Jugendvertreter bringen ihre Anliegen in Verein, Landtag, Bundestag ein.

### Volles Leben statt leere Flaschen
Offensive zum „Alkoholmissbrauch“ und „Umgang mit Alkohol“.

### Soziales Engagement
Die BDK-Jugend will den sozialen Gedanken fördern und Hilfe leisten. Sie hat daher eine Kooperation mit dem „Dachverband Clowns für Kinder im Krankenhaus“ geschlossen.